# شارینسکا ویلان
شارینسکا ویلان (به سوئدی: Scharinska villan) یک خانه ویلایی قدیمی در شهر اومئو، سوئد است.
این ساختمان که به رنگ صورتی است توسط معمار راگنار اوستبرگ برای خانواده اگیل اونادر-شارین مابین سال‌های ۱۹۰۴ تا ۱۹۰۵ میلادی ساخته شده است. هزینه ساخت این ساختمان ۹۴٬۰۰۰ کرون بوده است که ۱۲٬۰۰۰ کرون آن برای تجهیزات خانه و ۴٬۰۰۰ کرون برای تهیه نقشه بوده است.